# Stanisława Bussold

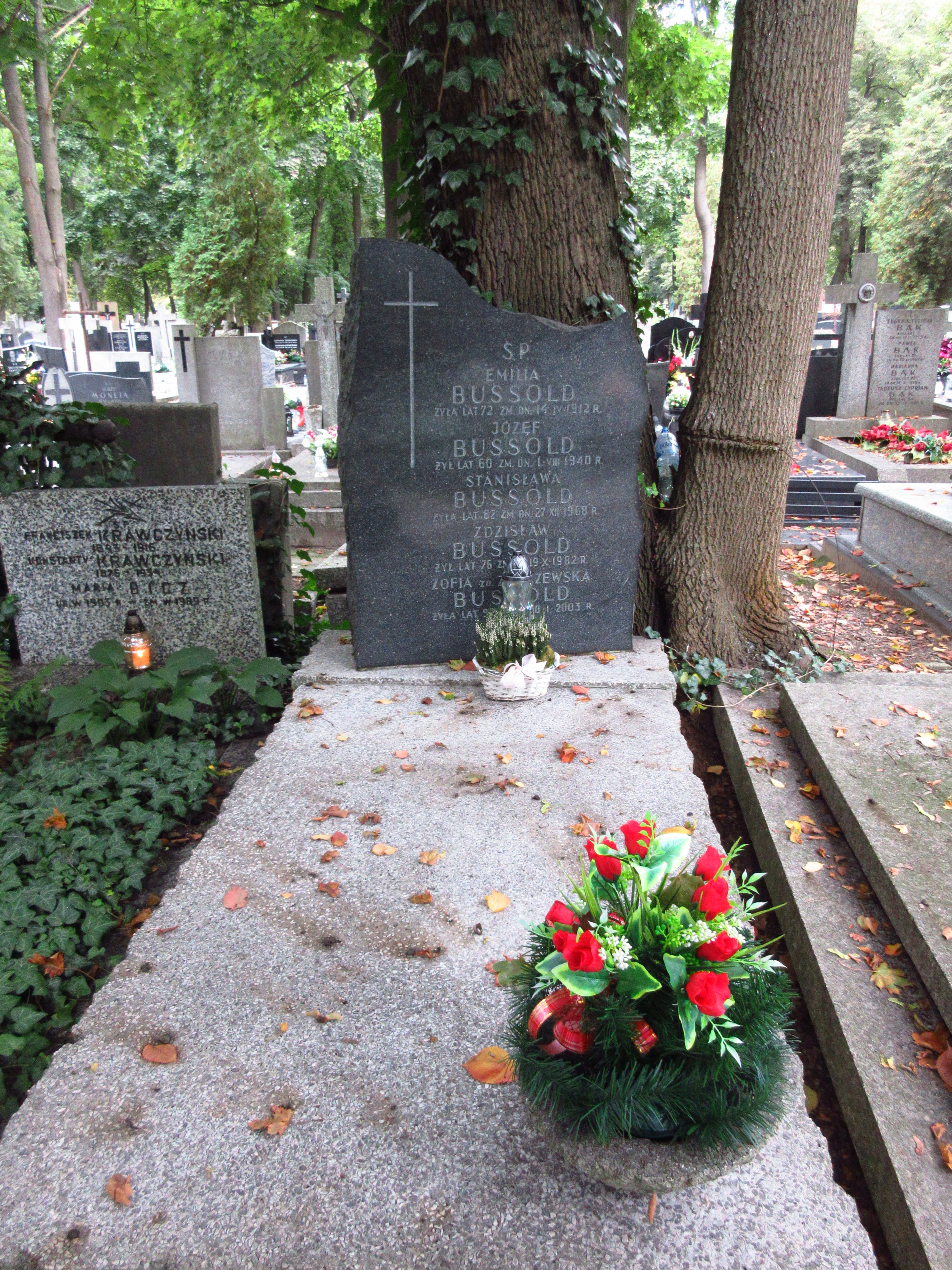
Grób Stanisławy Bussold na stołecznym cmentarzu Bródnowskim

Stanisława Bussold (ur. 8 maja 1886 w Warszawie, zm. 1 stycznia 1968 tamże) – polska felczerka, położna, współpracowniczka Rady Pomocy Żydom Żegota Sprawiedliwa wśród Narodów Świata

## Życiorys
W czasie okupacji niemieckiej Stanisława Bussold była zatrudniona jako felczerka i położna w ośrodku zdrowia przy ul. Działdowskiej w Warszawie. Współpracując z Ireną Sendlerową i Żegotą udzielała pomocy osobom uwięzionym w getcie – dostarczała kartki żywnościowe, wyprowadzała ludzi poza mury getta oraz odbierała porody ukrywających się w okupowanej Warszawie Żydówek. Prowadziła pogotowie opiekuńcze dla żydowskich dzieci w swoim mieszkaniu przy ul. Kałuszyńskiej 5 na Kamionku. W ramach tej działalności przygotowywała dzieci do przekazania w bezpieczne miejsce, wyrabiała dla nich fałszywe dokumenty tożsamości i uczyła chrześcijańskich modlitw. Z inicjatywy Sendlerowej w 1942 r. zaopiekowała się na stałe sześciomiesięczną Elżbietą Koppel, którą w drewnianej skrzynce ukrytej w cegłach wywiózł z getta pasierb Bussoldowej, Paweł Bussold. 
Oprócz przybranej córki Elżbiety, Bussold miała również dwójkę starszych dzieci. Jej mężem był Józef Bussold zmarły w 1940 r.
27 kwietnia 1970 r. Instytut Jad Waszem pośmiertnie uznał Stanisławę Bussold Sprawiedliwą wśród Narodów Świata.
Pochowana na cmentarzu Bródnowskim w Warszawie (kwatera 17A-I-12).